# Макги, Джек
Джек Макги́ (англ. Jack McGee, род. 2 февраля 1949, Южный Бронкс, Нью-Йорк) — американский актёр, который появился в более чем ста фильмах и телесериалах.

## Жизнь и карьера
Макги родился в Южном Бронксе в Нью-Йорке и был младшим из восьми детей в семье. Он ходил в Среднюю школу кардинала Хейса в Бронксе, где был президентом класса, а также играл в футбольной команде и одно время являлся второстепенным членом группы The Young Rascals.
В 1977 году он стал пожарным в Нью-Йорке. Свою первую роль в кино он сыграл в фильме «Турок 182» в 1985 году, а в 1991 году появился в фильме «Огненный вихрь» в роли водителя и инженера.
Макги озвучил мистера Уайта в видео-игре 2006 года Reservoir Dogs. На телевидении одной из самых заметных ролей является шеф пожарных Джерри Райлли в телесериале «Спаси меня», которого он играл на протяжении трёх сезонов. Также он появился в таких шоу, как «Общее дело» (капитан Майк Саттон) и «Неудачница» (Берт).

## Личная жизнь
Первую жену Макги звали Эйлин. Вторая жена — Стефани Макги.
Макги перенёс колоректальный рак.